# Ахмед Хагаг
Ахмед Хагаг (нім. Ahmed Hagag; 29 лютого 2000, Браунау-на-Інні) — австрійський боксер, призер чемпіонату Європи серед аматорів.

## Аматорська кар'єра
Ахмед Хагаг народився у сім'ї емігрантів з Єгипту. Змалку почав займатися боксом під керівництвом свого батька Хасана Хагаг. 
2016 року завоював бронзову медаль на чемпіонаті Європи серед юніорів.
На Європейських іграх 2019 в категорії до 91 кг програв у першому бою Віктору Шелстрете (Бельгія).
На чемпіонаті світу 2019 програв у другому бою Девіду Н'їка (Нова Зеландія).
На чемпіонаті Європи 2022 став бронзовим призером в категорії понад 92 кг
- В 1/8 фіналу переміг Коппані Фехера (Угорщина) — 4-1
- У чвертьфіналі переміг Омара Шиха (Норвегія) — 5-0
- У півфіналі програв Аюб Гадфа (Іспанія) — 0-5

На чемпіонаті світу 2023 переміг Крістіана Сальседо (Колумбія) і Найджела Пола (Тринідад і Тобаго), а у чвертьфіналі програв Аюб Гадфа (Іспанія).
На чемпіонаті Європи 2024 програв в першому бою Давиду Чалояну (Вірменія).